# コンテクスチュアリゼーション
コンテクスチュアリゼーション（英語：Contextualization、文脈化、文化脈化）は、語彙や文章の文脈における理解を意味し、神学においては宣教学で福音の社会的、歴史的文脈における解釈などの意味合いで使われるようになった。言語学や社会学、プログラミング分野でも別の意味で用いられる。類義語に「インカルチュレーション（英語: Inculturation、文化受容の意）」があるが、こちらは主にカトリックで使用される用語である。

## キリスト教
神学用語として「文脈化」の語を最初に使ったのは当時Theological Education Fundの理事を務めていた台湾人神学者のコウ・ショウキ(黄彰輝）である。コウは英国聖公会宣教協会のヘンリー・ヴェンとアメリカン・ボードの会衆派宣教師ルーファス・アンダーソンが、19世紀に提唱した「土着化」の概念に批判的検証を加え、「土着化」を超える概念として「文脈化」を打ち出した。。
1972年にはエキュメニカル派の神学教育基金で発表され、1974年に福音派のローザンヌ世界伝道会議でも採用された。
コンテクスチュアリゼーションは、聖書翻訳と福音宣教において重要である。共立基督教研究所では文脈化を4つに類型化し、
1. 文化人類学モデル（小山晃佑）
2. 社会変革モデル（解放の神学）
3. 超越型モデル（主観主義）
4. 翻訳モデル（ダイナミック、等価な宣教）。

福音派が採用するのは4の翻訳モデルだとしている。
なお文脈化神学の類型として、今日もっとも広がっているのはStephen B. Bevansの「6つの類型」（翻訳型、人間論型、プラクシス型、統合型、超越論型、対抗文化型）であるといわれている。 それはBevansの著書で1992年に初版が、2002年に改訂版が出されたModels of Contextual Theologyに詳しい。

## 社会言語学
社会言語学でもこの語は使われるようになった。

## 脚註
1. ↑  David Hesselgrave and Edward Rommen, Contextualization: Meanings, Methods, and Models. William Carey Library Pub, 2003
2. ↑  Wheeler, Ray (April 2002), “The legacy of Shoki Coe”, International Bulletin of Missionary Research 26 (2):  78
3. ↑  Angie Pears. Doing Contextual Theology. Routledge 2009.
4. ↑  森本あんり 『アジア神学講義』 創文社 2004年
5. ↑  Stephen B. Bevans 2002[1992]. Models of Contextual Theology. Maryknoll, NY: Orbis Books.

## 関連文献
- 森本あんり「文脈化神学の現在」『宗教研究』79巻3輯、pp.653-675, 日本宗教学会、2005年12月30日